# Luis Durnwalder
Luis Durnwalder, né Alois le 23 septembre 1941 à Falzes, est un homme politique italien, de la région autonome du Trentin-Haut-Adige.

## Biographie
Il appartient à la Südtiroler Volkspartei (SVP), un parti autonomiste germanophone centriste du Tyrol du Sud. Maire de Falzes/Pfalzen de 1969 à 1973, il entre ensuite au Conseil provincial de Bolzano, en étant vice-président de 1976 à 1978. Membre de la Giunta provinciale autonome, il en prend la présidence le 17 mars 1989. Remportant à chaque fois la majorité absolue, il conserve son poste après les élections de 1993, 1998, 2003 et 2008. Il ne se représente pas pour les élections provinciales du 27 octobre 2013.
En février 2004, un système de rotation pour la présidence de la région autonome du Trentin-Haut-Adige est institué, Luis Durnwalder en devient le président. Il cède sa place en mai 2006 à son collègue Lorenzo Dellai, président de la Giunta du Trentin, devenant alors vice-président. Il retrouve la présidence de la région entre février 2008 et juin 2011.
En juillet 2011, il doit faire face à la polémique après la révélation par la presse de son salaire de 320 000 €, soit 36 000 de plus que le président américain Barack Obama, à l'heure où les Italiens subissent une crise économique très forte.
Il se retire de la politique en janvier 2014, et laisse son poste de président de la province autonome de Bolzano à Arno Kompatscher.